# Brachylomia semifusca
Brachylomia semifusca là một loài bướm đêm trong họ Noctuidae.